# Cibonas torn
Cibonas torn (kroatiska: Cibonin toranj) eller Cibona-tornet är en cylinderformad skyskrapa i Zagreb i Kroatien. Byggnaden uppfördes 1987 och har en höjd på 92 m. Byggnaden är Kroatiens tredje högsta skyskrapa (fjärde högsta byggnad) och dess radiomast når en höjd på 105 m.  
Cibonas torn är beläget i stadsdelen Trešnjevka och uppfördes i samband med Sommaruniversiaden 1987. Skyskrapan är uppkallad efter huvudsponsorn, livsmedelskonsortiet Cibona. Den ägs idag av Agrokor. 

### Fotnoter
1. ↑  Business.hr Arkiverad 26 juli 2014 hämtat från the Wayback Machine. (kroatiska)